# Bollnäs
Bollnäs è una città della Svezia, capoluogo del comune omonimo, nella contea di Gävleborg. Ha una popolazione di 26 455 abitanti.
È una stazione sciistica specializzata nello sci nordico, attrezzata con il trampolino Bolleberget (in disuso).